# Limatus martiali
Limatus martiali är en tvåvingeart som beskrevs av Georges Senevet och Emile Abonnenc 1939. Limatus martiali ingår i släktet Limatus och familjen stickmyggor.
Artens utbredningsområde är Franska Guyana. Inga underarter finns listade i Catalogue of Life.